# Talismania bifurcata
Talismania bifurcata is een  straalvinnige vissensoort uit de familie van gladkopvissen (Alepocephalidae). De wetenschappelijke naam van de soort is voor het eerst geldig gepubliceerd in 1951 door Parr.
De soort staat op de Rode Lijst van de IUCN als niet bedreigd, beoordelingsjaar 2009.